# Síran draselno-hlinitý
Síran draselno-hlinitý (též síran hlinito-draselný, kamenec draselno-hlinitý, případně jen kamenec) je podvojná sůl kyseliny sírové s chemickým vzorcem KAl(SO4)2. Běžně se vyskytuje jako dodekahydrát KAl(SO4)2·12(H2O). Používá se při čištění vody, činění koží a střívek, v ohnivzdorném textilu, v kypřicích prášcích a jako antiperspirant a adstringens po holení.

## Vlastnosti
Síran draselno-hlinitý krystalizuje v osmistěnech se zploštělými vrcholy. Je velmi dobře rozpustný ve vodě. Roztok způsobuje zčervenání lakmusu (je mírně kyselý) a má adstringenční účinky. Při zahřívání do téměř červeného žáru tvoří porézní, drobivou hmotu známou jako „pálený kamenec“. Při 92 °C taje (respektive se rozpouští) ve vlastní krystalové vodě. „Neutrální kamenec“ vznikne přidáním takového množství uhličitanu sodného do roztoku, až se začne vylučovat oxid hlinitý. Síran draselno-hlinitý nachází uplatnění jako mořidlo, při přípravě lázně pro ručně vyráběný papír a pro čiření zakalených kapalin.

## Minerální forma a výskyt
Síran draselno-hlinitý se vyskytuje v přírodě, kde typicky tvoří enkrustace na skalách v místech zvětrávání a oxidace sulfidových a draselných minerálů. Dříve se získával z alunitu, nerostu těženého ze sirných sopečných sedimentů. Alunit se často přidružuje ke zdrojům draslíku a hliníku. Byl hlášen na Vesuvu (Itálie), na východě Springsure (Queensland), v Alum Cave (Tennessee), Alum Gulch (Arizona) v USA a na ostrově Cebu (Filipíny), kde je znám jako tawas. Příbuznými minerály jsou kalunit (kamenná forma) a kalinit, vláknitý minerál se vzorcem KAl(SO4)2·11(H2O).

## Použití
Síran draselno-hlinitý má adstringenční a antiseptické účinky. Proto ho lze používat jako přírodní deodorant, který inhibuje růst bakterií odpovědných za tělesný pach. Takové použití nezabraňuje pocení. Adstrigenční vlastnosti se často využívají po holení a proti krvácení z malých ran a odřenin, při krvácení z nosu a z hemoroidů. Často se používá zevně i vnitřně v tradičních lékařstvích, například ájurvédském, kde se nazývá phitkarí nebo sauraštrí, a v čínském, kde se mu říká 明礬 míngfán. Používá se také pro vytvrzování fotografických emulzí (na filmech a papírech), obvykle jako součást ustalovače; moderní materiály jsou však již z výroby dostatečně vytvrzeny a proto tento postup již není běžný.

## Bezpečnost
Síran draselno-hlinitý je slabě dráždivý.